# Lilltuppen
Lilltuppen este o arie protejată (arie specială de conservare — SAC, sit de importanță comunitară — SCI) din Suedia întinsă pe o suprafață de 33,3 ha, integral pe uscat.

## Localizare
Centrul sitului Lilltuppen este situat la coordonatele 60°52′56″N 15°39′13″E / 60.8821°N 15.6535°E.

## Înființare
Situl Lilltuppen a fost declarat sit de importanță comunitară în mai 2001 pentru a proteja un număr necunoscut de specii din flora spontană și fauna sălbatică aflate în arealul zonei. Situl a fost protejat și ca arie specială de conservare în martie 2011.

## Biodiversitate
Situată în ecoregiunea boreală, aria protejată conține 1 habitat natural: Taiga vestică.
La baza desemnării sitului se află un număr nedeclarat de specii protejate.